# Mura di Boccheggiano
Le mura di Boccheggiano costituiscono il sistema difensivo dell'omonimo borgo del territorio comunale di Montieri.

## Storia
La cinta muraria fu costruita in epoca medievale, in modo da racchiudere interamente e proteggere da eventuali assedi il borgo castellano di Boccheggiano. L'opera di architettura militare venne completata nel corso del Duecento, quando il centro era controllato sia dai vescovi di Volterra che dalla famiglia Salimbeni.
La struttura difensiva comprendeva anche una rocca, successivamente trasformata in cassero dai Senesi attorno alla metà del Trecento: questa fortificazione fu completamente smantellata nel corso delle epoche successive.

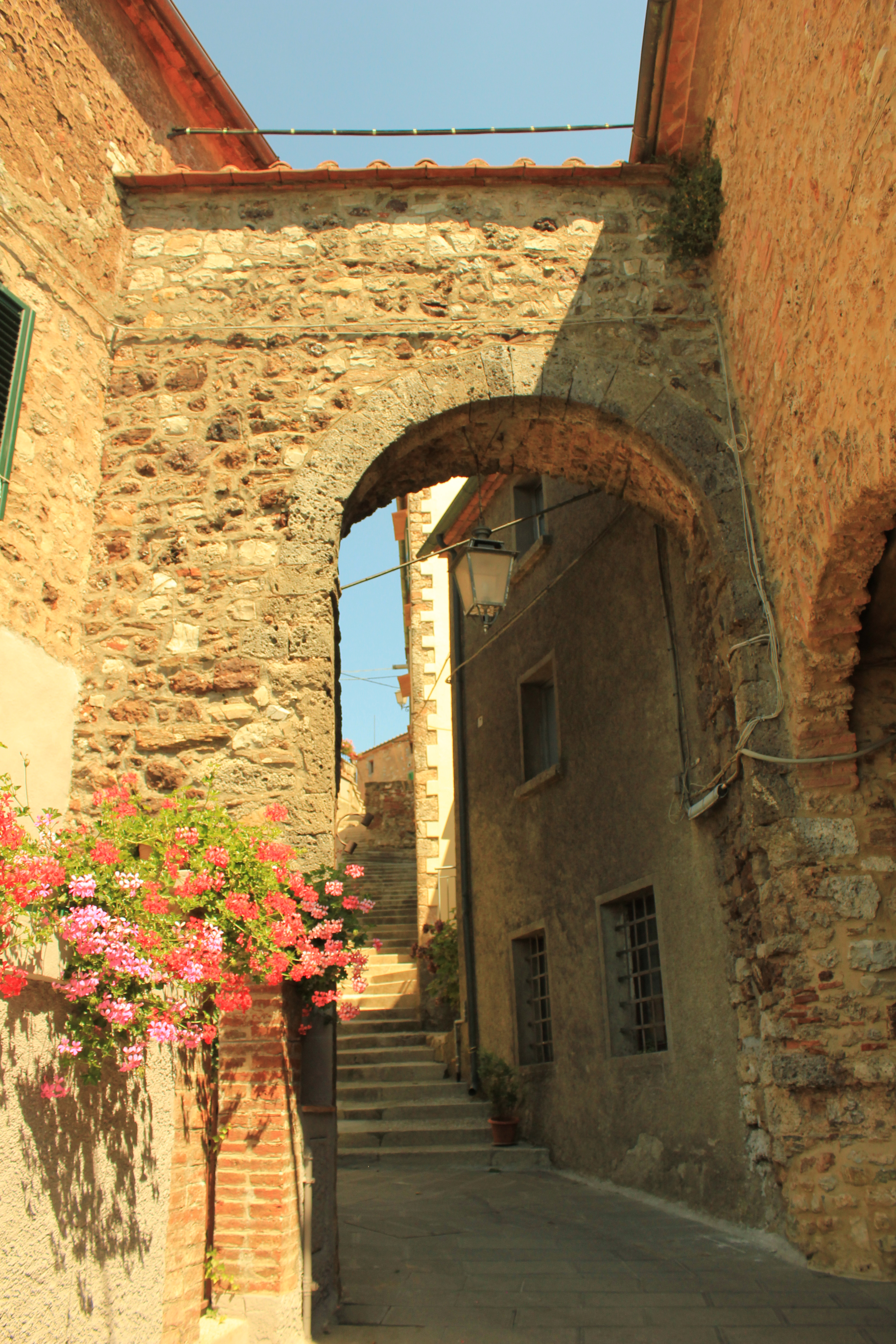
La porta della Torricella

Durante gli ultimi secoli, le mura hanno subito ulteriori rimaneggiamenti, fino ad assumere l'aspetto attuale.

## Descrizione
Le mura di  Boccheggiano, in larga parte incorporate nelle pareti intonacate di edifici del centro storico, presentano alcuni tratti a vista che hanno pienamente conservato gli originari elementi stilistici di epoca medievale, con rivestimenti in blocchi di pietra.
Rimasta oramai priva di strutture fortificate e torri di avvistamento a seguito dello smantellamento del cassero, lungo il perimetro murario si apre un'unica porta di accesso, peraltro pregevole, la Porta della Torricella, che ha conferito la denominazione alla strada che la attraversa.